# Universidade de Santiago
A Universidade de Santiago (US) é uma instituição privada de ensino superior caboverdiana, com sede na Assomada. 
Criada em Novembro de 2008, oferecia, a altura de 2013, 19 cursos de Licenciatura. Mesmo relativamente jovem, possui três campus universitários, sendo os de Assomada, Praia e Tarrafal.

## História
A Universidade de Santiago foi fundada no dia 24 de Novembro de 2008, com sede na Cidade de Assomada, no centro da Ilha de Santiago – Cabo Verde.
Teve seus estatutos aprovados pelo Ministério do Ensino Superior, Ciência e Inovação em 25 de março de 2014, com publicação no Boletim Oficial da República de Cabo Verde em 20 de maio de 2014.
Seu reitor, desde 2008, é o Doutor em Sociologia Gabriel António Monteiro Fernandes.

## Campi

### Campus de Bolanha
O Campus de Assomada iniciou suas atividades em 2008, ano de criação da Universidade de Santiago. Neste período, situou-se na Rua 5 de Julho, no edifício que durante um ano também acolheu a Reitoria da US.
Em 2010, após uma reestruturação institucional, os serviços de ensino da US foram transferidos para a Avenida Principal da Bolanha, onde um processo de restauração estrutural permitiu edificar o prédio que, durante anos, resguardou o Centro de Saúde de Assomada.
Acolhe muitas unidades orgânicas, dentre elas: a Reitoria, a Secretaria-Geral e a Secretaria dos Serviços Académicos.

### Campus da Praia
Em 2012, inaugurou-se o Campus da Praia, com sede no Seminário de São José, no Bairro Prainha. Foi o primeiro campus fora de sede da US.
Actualmente abriga uma única instituição orgânica da US, a Escola Superior de Tecnologias e Gestão - ESTG.

### Campus do Tarrafal
A instalação do campus do Tarrafal iniciou-se em Junho de 2013, quando a Universidade de Santiago e a Câmara Municipal do Tarrafal assinam uma adenda ao protocolo de cooperação existente entre as instituições. A adenda instituía a criação de uma Comissão de Estudos e Dinamização do Ensino Superior no Tarrafal de Santiago.
Dessa adenda surgiu a Escola Superior de Turismo, Negócios e Administração (ESTNA), que é a única instituição orgânica do campus.

## Ensino
Dividido em quatro departamentos, o tripé do ensino oferece as seguintes licenciaturas:

#### Departamento de Ciências da Educação, Filosofia e Letras
- Licenciatura em Ciências da Educação;
- Licenciatura em Jornalismo e Comunicação Empresarial;
- Licenciatura em Ensino de Ciências Naturais e Matemática;
- Licenciatura em Ensino de História e Geografia;
- Licenciatura em Ensino de Português - Francês;
- Licenciatura em Ensino de Português - Inglês;
- Licenciatura em Estudos Franceses;
- Licenciatura em Estudos Ingleses;
- Licenciatura em Filosofia.

#### Departamento de Ciências da Saúde, Ambiente e Tecnologia
- Licenciatura em Enfermagem;
- Licenciatura em Geografia e Ordenamento do Território;
- Licenciatura em Tecnologia da Informação e Comunicação;
- Licenciatura em Nutrição e Qualidade Alimentar;
- Licenciatura em Informática de Gestão;
- Licenciatura em Engenharia Informática.

#### Departamento de Ciências Económica e Empresariais
- Licenciatura em Contabilidade;
- Licenciatura em Economia;
- Licenciatura em Gestão de Empresas;
- Licenciatura em Marketing e Multimédia;
- Licenciatura em Relações Públicas e Comunicação Empresarial;
- Licenciatura em Gestão de Recursos Humanos

#### Departamento de Ciências Jurídicas e Sociais
- Licenciatura em Direito;
- Licenciatura em História;
- Licenciatura em Serviço Social e Políticas Públicas;
- Licenciatura em Sociologia.

## Pesquisa
Em 2013 criou-se o Instituto de Pesquisa e Desenvolvimento – IPED, órgão institucional criado para orientar, gerir e incentivar a melhoria da qualidade da pesquisa científica, em nível institucional.
A US ainda mantém, a nível de pesquisa e divulgação científica, as seguintes revistas acadêmicas:
- Lantuna – Revista Cabo-verdiana de Educação, Filosofia e Letras;
- Revista Jurídica da Universidade de Santiago
- Revista Cabo Verdiana das Ciências Sociais.

## Extensão
A  nível de Extensão Universitária, a Universidade de Santiago mantém os seguintes projectos abaixo: 
- Projecto Grandes Dossiers Cabo Verde;
- Projecto “Nha Skola Nha Kaza”;
- Programa Rotas do Arquipélago;
- Projecto Santiago Solidário;
- Projecto US Comunidades.